# Ansedonia
Ansedonia è una frazione del comune italiano di Orbetello, nella provincia di Grosseto, in Toscana.

## Geografia fisica
Rinomata località turistica del litorale tirrenico, Ansedonia è situata sull'omonimo promontorio al limite sud-est del territorio comunale di Orbetello, nelle vicinanze delle rovine dell'antica città romana di Cosa.

## Monumenti e luoghi d'interesse

### Architetture religiose
- Oratorio di San Biagio alla Tagliata, edificio di culto della frazione, è stato costruito su di un antico mausoleo romano.

### Architetture civili
- Villa Tonda all'Oliveto, progettata dall'architetto Oreste Martelli Castaldi e costruita in via del Fiordaliso tra il 1969 e il 1978.[1][2]

- Villa Ascarelli, progettata da Giovanni Ascarelli dello studio Transit nel 2002, è stata costruita sul declivio della collina di Ansedonia tra il 2003 e il 2005.[1][3]

- Villa Milone, progettata da Giovanni Ascarelli dello studio Transit nel 2004, è stata costruita tra il 2005 e il 2007, andando a riproporre in chiave contemporanea una villa con vista sul mare risalente agli anni sessanta.[1]

### Architetture militari

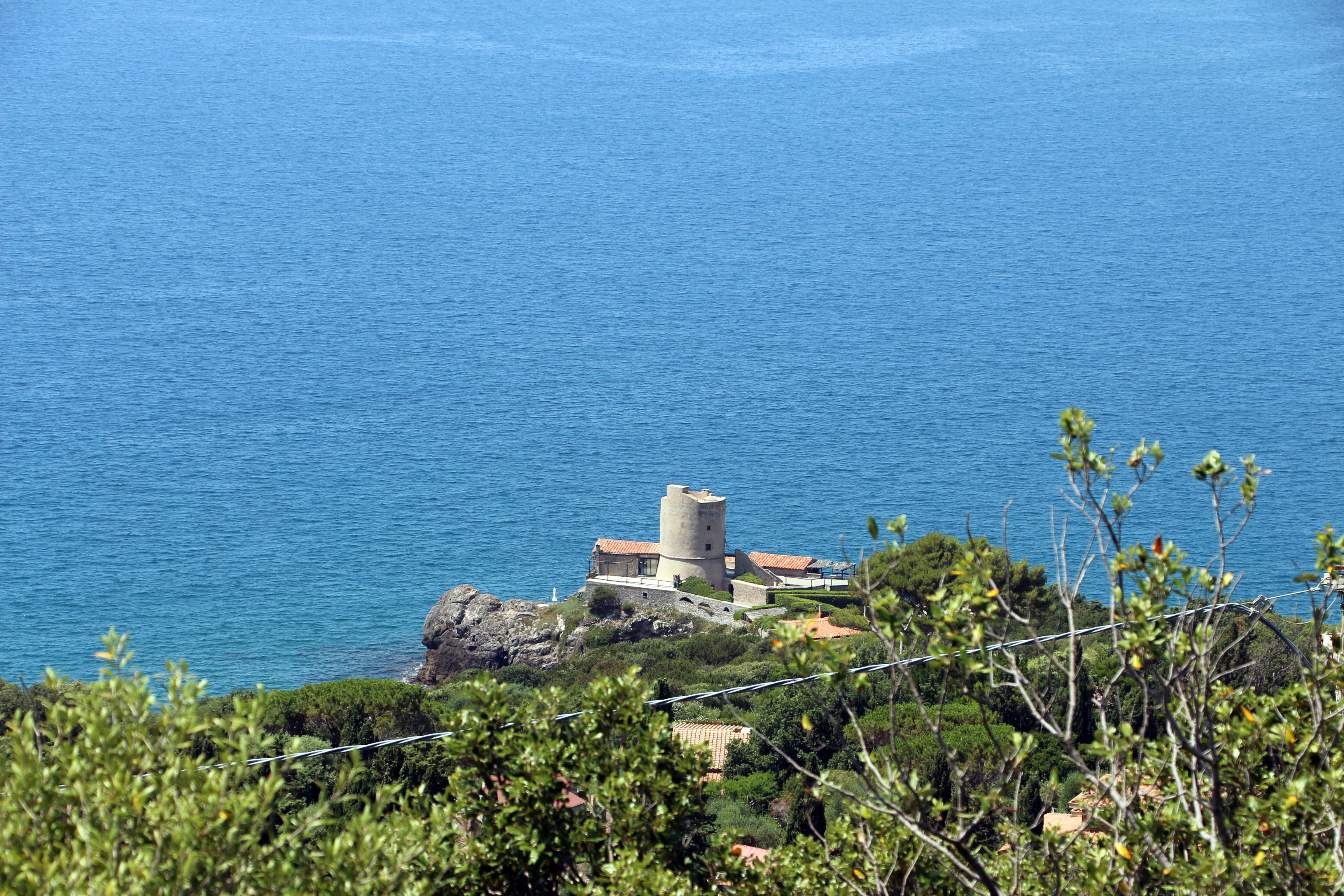
Torre di San Pancrazio

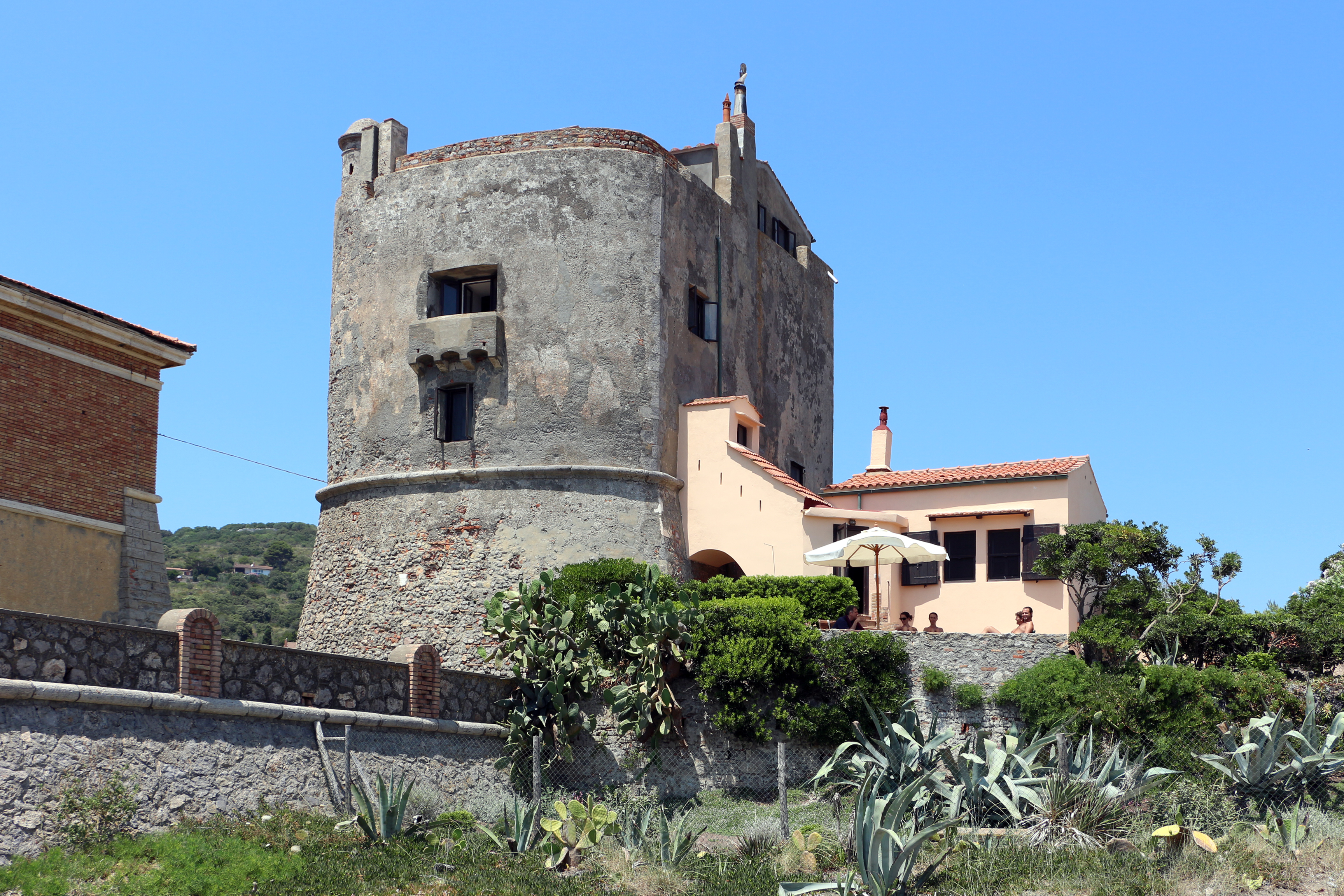
Torre della Tagliata

- Torre della Tagliata, è stata costruita sul luogo di una torre di epoca medievale nel corso del XVI secolo. Successivamente l'edificio fu oggetto di interventi di restauro sinché, dismesse le funzioni difensive, fu trasformato in abitazione. Fu soggiorno del celebre compositore Giacomo Puccini, che qui scrisse molte sue opere, tra cui la Turandot.

- Torre di San Biagio, situata nei pressi del cosiddetto Spacco della Regina, è stata edificata nel medioevo come torre di avvistamento e poi potenziata dagli spagnoli nel XVI secolo. Attualmente si presenta come un imponente rudere ben conservato.

- Torre di San Pancrazio, costruita nella seconda metà del XVI secolo dagli spagnoli per rafforzare il sistema difensivo costiero dello Stato dei Presidi, ha svolto funzioni di avvistamento, di difesa ed offesa fino agli inizi del XIX secolo. Oggi la torre è inglobata all'interno di un complesso privato.

### Siti archeologici
- Cosa: fondata nel 273 a.C. dai romani come colonia, fu totalmente abbandonata nel XIV secolo. Si conservano resti delle mura ciclopiche, del foro romano e del tempio di Giove. Poco distante si trova la villa Settefinestre, risalente al I secolo a.C., anche se modificata nel XV secolo.
  - Mura di Cosa: costruite nel corso del III secolo a.C., si estendevano originariamente per quasi un chilometro e mezzo ed erano rafforzate da ben diciotto torri. Dopo la caduta dell'impero romano e il progressivo abbandono di Cosa, le mura andarono incontro ad un consistente degrado, finché non vennero restaurate dai conti Aldobrandeschi nell'XI secolo, per poi essere nuovamente abbandonate. La cinta muraria è stata riportata agli antichi splendori da un lungo restauro terminato alla fine del XX secolo.
- Tagliata Etrusca, notevole opera di ingegneria risalente al periodo etrusco-romano. Si tratta di un canale tagliato nella roccia lungo la costa a sud-est del promontorio, ideato per evitare l'insabbiamento dell'antico porto creando un sistema di contro-correnti provenienti dal mare e dal canale emissario del non lontano Lago di Burano.
- Spacco della Regina, grande spaccatura del promontorio soprastante che si sviluppa lungo alcuni cunicoli scavati artificialmente.

## Società

### Evoluzione demografica
Quella che segue è l'evoluzione demografica della frazione di Ansedonia. Sono indicati gli abitanti del centro abitato e dove è possibile è inserita la cifra riferita all'intero territorio della frazione.
| Anno | Abitanti       | Abitanti |
| Anno | Centro abitato | Frazione |
| ---- | -------------- | -------- |
| 1961 | 50             | 331      |
| 1981 | 117            | 252      |
| 2001 | 88             | -        |
| 2011 | 116            | -        |

## Cultura

### Musei

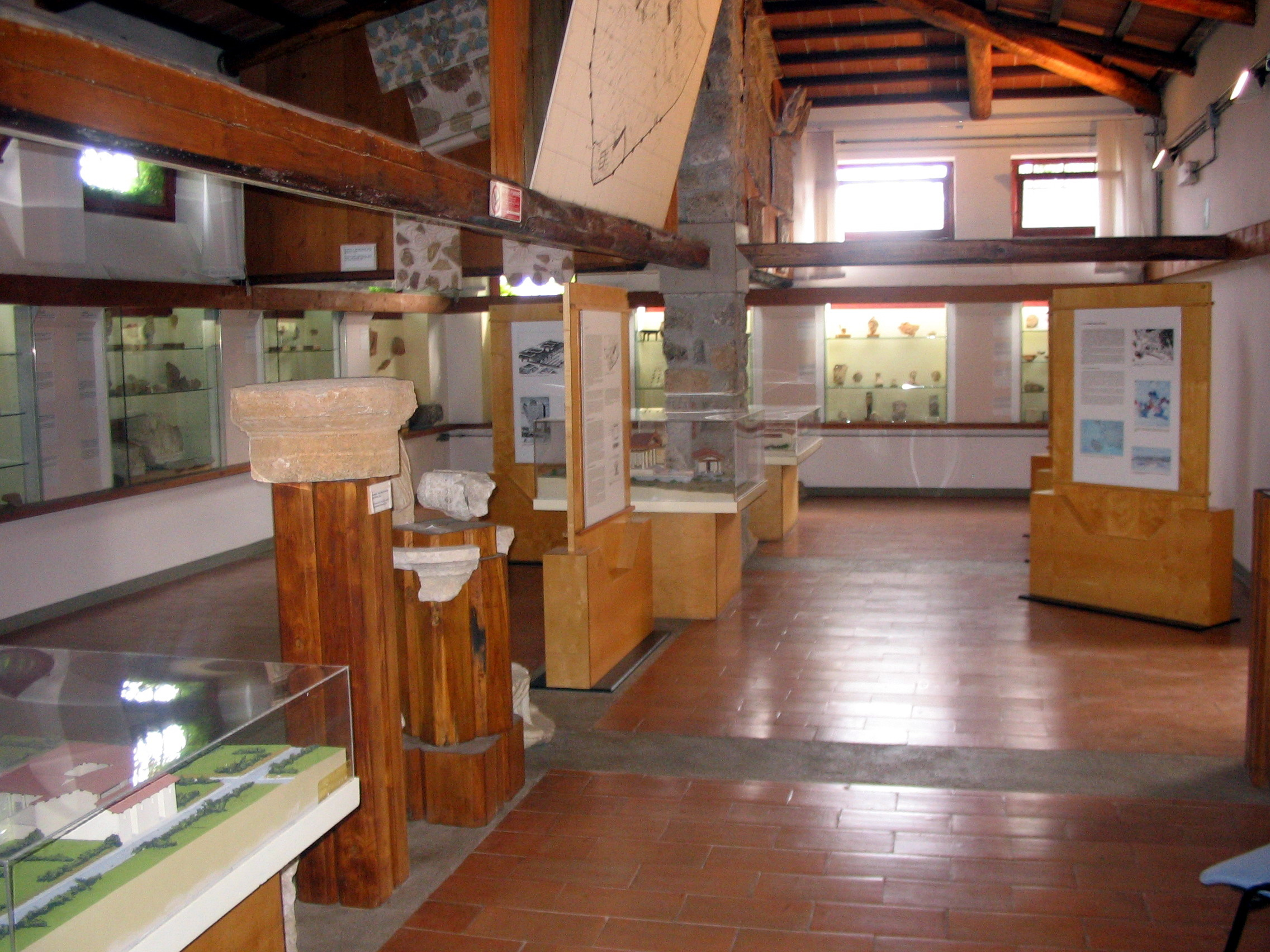
Museo archeologico nazionale di Cosa

Presso la frazione è situato il museo archeologico nazionale di Cosa, dove sono raccolti i reperti ritrovati durante gli scavi nella colonia romana.

### Cinema
- La mina (1958)
- Tutto è musica (1963)
- Spasmo (1974)[4]
- Il commissario Manara (2008) – miniserie TV
- La pazza gioia (2016)[5]
- Come diventare grandi nonostante i genitori (2016)[6]